# Osmo Vänskä
Osmo Vänskä, född 28 februari 1953 i Säminge i Södra Savolax, är en finsk dirigent, klarinettist och kompositör. Sedan 2003 är han musikalisk ledare vid Minnesotas symfoniorkester.

## Liv och gärning
Osmo Vänskä arbetade som klarinettist vid Åbo filharmoniska orkester 1971–1976 och Helsingfors stadsorkester 1977–1982. Han studerade till dirigent under Jorma Panula vid Konstuniversitetets Sibelius-Akademi och vann år 1982 förstapriset vid Besançons internationella tävling för unga dirigenter. År 1985 började han att arbeta för Lahti symfoniorkester, inledningsvis som första gästdirigent och från 1988 som chefsdirigent. Åren 1993–1996 var han chefsdirigent vid Islands symfoniorkester och 1996–2002 hade han samma position vid  i Glasgow. Därefter blev han musikalisk ledare vid Minnesotas symfoniorkester. Kontrakt avbröts i oktober 2013 i samband med en arbetskonflikt, men i april 2014 återanställdes han. Hans kontrakt sträcker sig till säsongen 2019–2020.
Vänskä är bland annat känd för sina inspelningar av Jean Sibelius' samtliga sju symfonier.
Han har tre barn med teaterkritikern Pirkko Vänskä, som han var gift med i 35 år fram till 2009. Ett av deras barn är Olli Vänskä, violinist i folk metal-bandet Turisas. År 2015 gifte Osmo Vänskä om sig med Erin Keefe, konsertmästare vid Minnesotas symfoniorkester.